# الجيش السابع (الدولة العثمانية)
الجيش السابع هو أحد الجيوش العثمانية، تشكل في نهاية القرن التاسع عشر ليخدم في الجزيرة العربية واليمن حتى بداية القرن العشرين، في عام 1908 كان الجيش السابع العثماني مكوناً من الفرقة 13 مشاة والفرقة 14 مشاة وفوج فرسان وفوج مدفعية.